# Jan Sobotka (spisovatel)
Jan Sobotka (* 11. ledna 1944 Jičín) je český spisovatel a aforista.

## Život
Narodil se 11. ledna 1944 v Jičíně, dětství prožil a do národní školy chodil v blízkých Popovicích. Druhý stupeň „základky“ navštěvoval v rodném městě, kde v roce 1962 maturoval. Jen s ostychem říkává, že na gymnáziu, neboť v důsledku dobových reforem byl v 1. ročníku žákem výzkumné jedenáctileté školy, ve 2. ročníku pokusné dvanáctileté střední školy a jeho vysvědčení z posledních dvou let nesou razítko střední všeobecné vzdělávací školy. V roce 1967 absolvoval češtinu a dějepis na Filozofické fakultě Univerzity Palackého v Olomouci. Po ukončení studia působil přes dvacet let na několika učilištích v Bruntále a v Přerově, od roku 1989 do odchodu do důchodu v roce 2008 byl ředitelem Obchodní akademie v Olomouci.

## Ocenění
- Tři keramické tvarůžky, zlatý, stříbrný a bronzový, ceny ze soutěže Mladé fronty O zlatý olomoucký tvarůžek z poloviny 80. let 20. století
- Haškův džbánek za prvenství v literární soutěži Haškova Lipnice 1987
- Rukopis pohádkové knížky O čertu Pepiášovi získal v roce 2006 první cenu v soutěži Číst je dobré o nejlepší prozaický text pro děti od 8 do 14 let, kterou vypsalo občanské sdružení Centrum Čítárna
- Aforismy byly oceněny v italském překladu Antonia Parenteho v mezinárodní soutěži Torino di Sintesi (2012)
- Jedním z 54 laureátů v literární soutěži Naji Naaman Literary Prizes, které se v roce 2013 zúčastnilo 1362 autorů z 56 zemí. Oceněné aforismy přeložil do angličtiny Jaroslav Peprník

## Dílo

### Aforismy
- Aforismy pro chytré, chytřejší, ale i pro vás (Olomouc: ANAG, 2013.)
- Aforyzmy, myśli i zmyślenia (Przekł. Grażyna Balowska, Anna Bumbar, Anna Kasprzak. Poznań: Instytut Filologii Słowiańskiej Uniwersytetu im. Adama Mickiewicza; Prochowice : Wydawnictwo Pro, 2011.)
- Aforyzmy z wtedy i z teraz a może i na przyszłość (Przekł. Mieczysław Balowski, Paulina Woźniak. Poznań: Instytut Filologii Słowiańskiej Uniwersytetu im. Adama Mickiewicza; Prochowice: Wydawnictwo Pro, 2010.)
- Aforyzmy o nich, o was i o nas (Przekł. Grażyna Balowska. Poznań: Instytut Filologii Słowiańskiej Uniwersytetu im. Adama Mickiewicza; Prochowice: Wydawnictwo PRO, 2009.)
- Aforismy o nich, o vás i o nás (Olomouc: ANAG, 2007.)
- Aforismy, myšlenky i smyšlenky (Olomouc: ANAG, 2005.)
- Aforismy z tehdy i nyní a možná i pro příště (1. vyd. Olomouc: Danal, 1999. 2. vyd. Olomouc: ANAG, 2006.)

### Pohádky
- O čertu Pepiášovi. (1. vyd. Ilustr. Klára Motyčková. Praha: Svoboda Servis, 2005. 2. vyd. Ilustr. Jiří Fixl. Olomouc: ANAG, 2009.)
- Čert Pepiáš, kouzelníci a čarodějové. (Ilustr. Jiří Fixl. Olomouc: ANAG, 2008.)
- Jak Malechovice skrz Alenčinu čertovskou svatbu k slávě přišly. (Ilustr. Eva Průšková.Jilemnice: Gentiana, 2008.)
- O malechovickém drakovi. (Ilustr. Edita Plicková. Jilemnice: Gentiana, 2011.)

### Aforismy v antologiích
- FGC Naji Naaman's Foundation for Gratis Culture: Naji Naaman's Literary Prizes. (Libanon, červenec 2013, s. 61 - 64)
- Montalto, Sandro, ed. Antologia del premio internazionale per l'aforisma „Torino in Sintesi“. (III edizione – 2012. Novi Liguri: Joker, 2012.)
- http://aforisticamente.com/2011/12/10/jan-sobotka-aforismi
- Kolář, Bohumír, ed. Almanach Literárního klubu Olomouc 2006–2011. (Kostelec na Hané: Jola, v. o. s., 2011.)
- Huptych, Miroslav, ed. a Žáček, Jiří, ed. Milovníci knížek: aforismy, citáty, úvahy, verše českých a světových spisovatelů. (Vyd. 1. Praha: Práh, 2010.)
- Ptáček, Michal, ed. Citáty & paradoxy. (1. vyd. Praha: Fragment, 2009.)
- Červinka, F. Bohuslav, Kolář, Bohumír, eds. Tisíc dní s Literárním klubem Olomouc. (Almanach 2006–2009. Olomouc: Nakladatelství J. Vacl ve spolupráci s LK Olomouc, 2009.)
- Zpravodaj VSMO. Vlastivědná společnost muzejní v Olomouci 2001–2005. (Olomouc: VSMO, 2005.)
- Huptych, Miroslav, ed. a Žáček, Jiří, ed. Nezabolí jazyk od dobrého slova: antologie českého aforismu. (Vyd. 1. Praha: Knižní klub, 2004.)
- Ševčíková, Hana, ed. a kol. Slovník myšlenek. (1. vyd. Olomouc: Nakladatelství Olomouc, 2003.)
- Kolář, Bohumír. O Múze olomoucké a lidech kolem ní. (Olomouc: VSMO, 2003.)
- Kolář, Bohumír, ed. Žena a láska v tvorbě olomouckých autorů. (Olomouc: VSMO, 2000. Bibliofilie).
- Kolář, Bohumír, ed. Pour Féliciter. (Olomouc: VSMO, 2000. Bibliofilie).
- Kolář, Bohumír, ed. Verše, myšlenky a aforismy z konce století. (Olomouc: VSMO, 1999. Bibliofilie).

## Články, recenze, rozhovory
- (krk) - (Kristýna Kovaříková): Aforismy budu psát i nadále pro zábavu, ne pro ocenění. (Olomoucký deník 15. 8. 2013, s. 2.)
- Hradilová, Vlasta: Sobotka letošním laureátem literární ceny Naji Naaman. (Právo 5. 8. 2013, (Střední a východní Morava), s. 11.)
- Všetička, František: Aforista a pohádkář (Jan Sobotka). (Olomoucký archivní sborník, č. 10 (2012), s. 133–134.)
- Kovaříková, Kristýna: Stačí, dívám-li se kolem sebe. (Olomoucký deník, 6. 12. 2012, s. (rozhovor).)
- Pospíšilová, Alena: Se Sobotkou nejen o Sobotce. (Zpravodaj Šrámkovy Sobotky, březen/duben 2012, roč. 49, s. 6.)
- Stuchlíková, Jitka: S čerty nejsou žerty? Zkrotit je musí Mikuláš. Z pekla do pohádky. (Deník, sekce 3, 1. 12. 2011, s. 1.)
- Alena zpovídá Honzu … a ptá se Jirky (rozhovor). (Jičínský čtvrtletník č. 3, září 2008, s. 6.)
- Procházka, Bohumír: Knížky u pohádek nikdy nechybějí. (Právo, (Východní Čechy), 10. 9. 2008., s. 17.)
- Fiala, Jiří – Sobotková, Marie. O aforistice, najmě české a polské. (Česká slavistika 2008. Praha – Brno, Academicus, 2008.)
- Jodasová, H. Čapkovská pohádka z kraje V. Čtvrtka. In Tradiční a netradiční metody a formy práce ve výuce českého jazyka na základní škole. (Olomouc: Univerzita Palackého, 2007, s. 109-114.)
- Melkusová, Alžběta: Sobotka: Chtěl jsem, aby ty pohádky nestrašily, ale hladily: za rukopis knihy o hodném čertu Pepiášovi získal první cenu. (Olomoucký den, 2006, 1, s. 7.)
- Sobotka, Jan: Knížku jsem napsal pro větší slávu města Jičína…. (Jičínský čtvrtletník, č. 5, prosinec 2005, s. 1.)
- Vše se musí dělat s láskou a nadšením: ředitel Obchodní akademie a autor několika knížek Jan Sobotka. (Právo. Olomoucký kraj, 2005, 13. 10. 2005, 15 (240), s. 13.)
- (rav): Děti ocení laskavý humor čerta Pepiáše. (MF Dnes, 13. 10. 2005, s. C10.)
- Kolář, Bohumír. Autor tvořící občas, nesoustavně, ale moudře. (In: Z paměti literární Olomouce [CD-ROM]. Olomouc: Vlastivědná společnost muzejní, 2004. s. 242-245.)
- Kolář, Bohumír. Sobotkovy aforismy mohou léčit duši. (Hanácký a středomoravský den, 1999, 10 (43), s. 6.)